# Bataille de Horseshoe Bend
Pour les articles homonymes, voir Horseshoe Bend.
Guerre Creek
Batailles
Guerre Creek :
- Burnt Corn
- Fort Mims
- Bashi Skirmish (en)
- Tallushatchee
- Talladega
- Canoe Fight (en)
- Autossee
- Holy Ground
- Calebee Creek
- Emuckfaw et Enotachopo Creek (en)
- Horseshoe Bend

La bataille de Horseshoe Bend est un affrontement qui eut lieu le 27 mars 1814 dans le centre de l'Alabama et qui mit un terme à la guerre Creek. Les forces américaines et leurs alliés Amérindiens sous le commandement du major général Andrew Jackson ont défait les Red Sticks, un groupe de Creeks qui s'opposaient à l'expansion américaine.